# Temple protestant de Sancerre
Le temple protestant de Sancerre est un lieu de culte situé 41 rue Basse des Remparts à Sancerre, commune du département du Cher. La paroisse est membre de l'Église protestante unie de France.

## Histoire
À la Renaissance, Sancerre est touchée par les idées de la Réforme protestante. En 1534, Jean Michel, ancien aumônier de Marguerite de Valois-Angoulême, la sœur aînée du roi François Ier, prêche à Sancerre. En 1548, l'église Saint-Jean est réaménagée pour devenir le premier temple protestant de Sancerre.
C'est une place forte protestante pendant les guerres de Religion. L'histoire de la ville est marquée par le siège de Sancerre, mené par les armées catholiques de Claude de La Châtre, qui débute le 3 août 1572 et se termine par la capitulation de la cité, le 24 juin 1573.
En 1609, le comte de Sancerre autorise la construction d'un nouveau lieu de culte calviniste, sur le modèle du temple de Charenton. Du 26 octobre au 17 novembre 1685, après la révocation de l'édit de Nantes par l'édit de Fontainebleau, les deux temples de Sancerre sont démolis. Les matériaux sont recyclés pour construire la chapelle du couvent de la Miséricorde, dit des « nouvelles converties », communauté religieuse visant à la conversion des protestantes. La chapelle catholique est inaugurée le 29 septembre 1700.
Au début de la Révolution française, l'article 10 de la Déclaration des droits de l'homme et du citoyen de 1789 rétablit la liberté de culte. Les communautés religieuses sont dissoutes, et le couvent de la Miséricorde est désaffecté. En 1797, les réformés obtiennent l'usage de la chapelle, ce qui est confirmé par Napoléon Ier, après les Articles organiques organisant le culte protestant dans le cadre du régime concordataire français, par un décret impérial du 20 juillet 1807,. L'édifice est transformé en 1894 dans le style néo-roman. Il est inscrit à l'inventaire général du patrimoine culturel depuis 1975.
Le cimetière de Sancerre, mis en place en 1850, est fermé par trois portes, une pour les catholiques, une pour les protestants, et une pour les non-chrétiens. Un carré protestant est réservé en bas de la pente.

### Pasteurs
La liste des ministres de l'Église réformée de Sancerre commence avec l'auteur et explorateur Jean de Léry, qui rédige une Histoire mémorable du siège de Sancerre publié en 1574.

## Architecture
La façade à pignon droit est de style néo-roman, en pierre de taille. Elle est ouverte par deux baies à arc brisée et une rosace quadrilobée, avec vitrail non figuratif. Au sommet, une croix latine. Le porche fait face à la rue du vieux-prêche. Il est précédé de quelques marches, et surmonté d'un portail en bas-relief. Sur le linteau est gravé « C'est ici la maison de Dieu », une déclaration inhabituelle pour un lieu de culte protestant, sans doute hérité du temps où l'édifice était une chapelle catholique. Au-dessus, sur un lutrin, s'ouvre une Bible, symbole traditionnel des temples protestants, entouré d'un rameau de vignes. Sur les pages est gravé « La Sainte Bible. Il y a un seul Dieu, un seul médiateur Jésus-Christ. », citation extraite de la Première épître à Timothée 2, 5. Trois cartouches indiquent les phases de construction du temple, 1548, 1797 et 1894.